# Джеймстаун (Вірджинія)
Джеймста́ун (англ. Jamestown) — колишнє поселення у штаті Вірджинія (США, Північна Америка), відоме тим, що є першим постійним поселенням англійців у Новому світі. Джеймстаун був столицею колонії протягом 83 років (1616—1699) після чого був покинутий. Нині є музей просто неба, який, поруч із Вільямсбургом і Йорктауном, входить у так званий Історичний трикутник Вірджинії.

## Історія заснування
Англійці висадились на територію континенту 14 травня 1607 року. Новий форт був названий Джеймстауном на честь короля Якова І (James I). У 1676 році місто було навмисно спалене під час повстання Бекона, хоча згодом швидко відновлене. У 1699 році столиця була перенесена з Джеймстауна в нинішній Вільямсбург, після чого Джеймстаун перестав існувати як поселення й існує лише як місце археологічних розкопок.